# 타코
타코(스페인어: taco)는 멕시코의 전통 음식이다. 토티아(토르티야)에 고기와 채소 등 여러 가지 재료를 올리고 소스를 얹어 먹는 음식으로, 대표적인 안토히토이다. 멕시코의 길거리 음식이며,  국민 음식 가운데 하나로 여겨진다.

## 이름
스페인어 "타코(taco)"는 원래 "막대기, 큐대, 장부촉, 짤따란 나무 조각, 키가 작고 다부진 사람" 등으로 쓰이는 말이며, 어원은 분명하지 않으나, 영어 "택(tack)", 네덜란드어 "탁(tak)", 독일어 "차케(Zacke)", 프랑스어 "타슈(tache)" 등 다른 로망스어나 게르만어에서 비슷한 뜻을 지니는 낱말들을 찾아볼 수 있다. 스페인에서는 하몬 조각들을 "타코"라 부르기도 한다.
"타코"가 토르티야를 사용한 요리를 부르는 이름으로 쓰이기 시작한 곳은 멕시코이다. 18세기 멕시코 은광의 광부들이 광석을 캐내는 데 사용하던 (화약을 종이에 싼) 기폭제를 "타코(taco)"라고 불렀는데, 이후 이와 비슷하게 토르티야 안에 음식을 싼 것을 "타코"라 부르게 되었다는 설이 있다. 또는 "절반, 가운데"이라는 뜻의 나와틀어 "틀라코(tlahco)"에서 유래했다는 견해도 있다.

## 종류

### 멕시코
흔히 옥수수 토르티야를 사용하지만, 밀 토르티야를 사용하는 경우도 있다. 살사로는 살사 로하나 살사 베르데, 과카몰레, 피코 데 가요 등이 쓰인다. 재료에 따라 다음과 같은 타코가 있다.
- 타코 데 롱가니사(taco de longaniza)
- 타코 데 바르바코아(taco de barbacoa)
- 타코 데 비리아(taco de birria)
- 타코 데 카르네 아사다(taco de carne asada)
- 타코 데 카르니타스(taco de carnitas)
- 타코 데 카베사(taco de cabeza)
- 타코 데 코치니타(taco de cochinita)
- 타코 데 페스카도(taco de pescado): 생선
- 타코 데 포요(taco de pollo): 닭고기
- 타코 아라베(taco árabe)
- 타코 알 파스토르(taco al pastor)

그 외에도 다음과 같은 타코 종류가 있다.
- 타코 고베르나도르(taco gobernador)
- 타코 데 카나스타(taco de canasta)
- 타코 도라도(taco dorado)
- 타코 아오가도(taco ahogado)
- 타코 플라세로(taco placero)

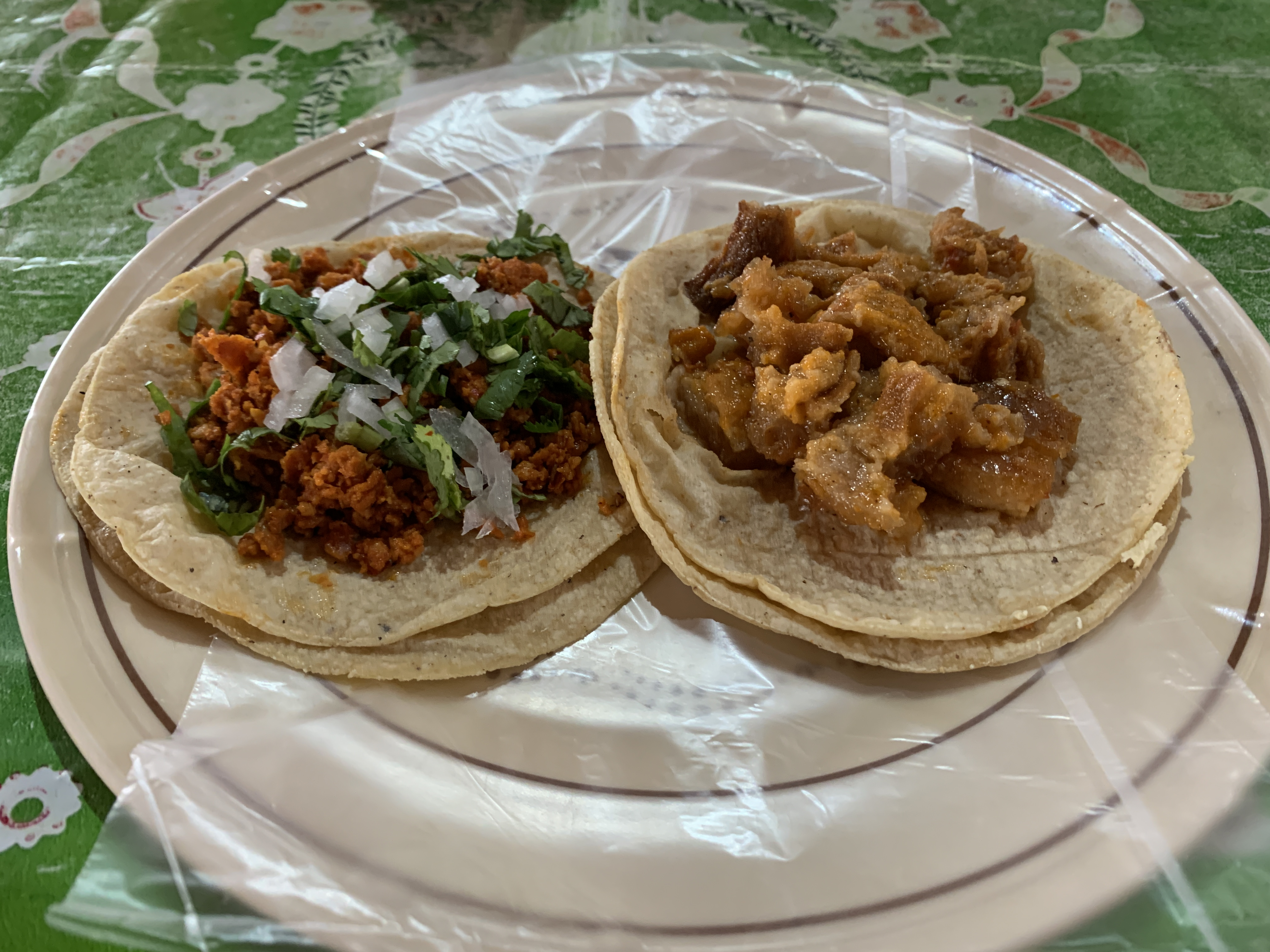
롱가니사 타코와 치차론 타코
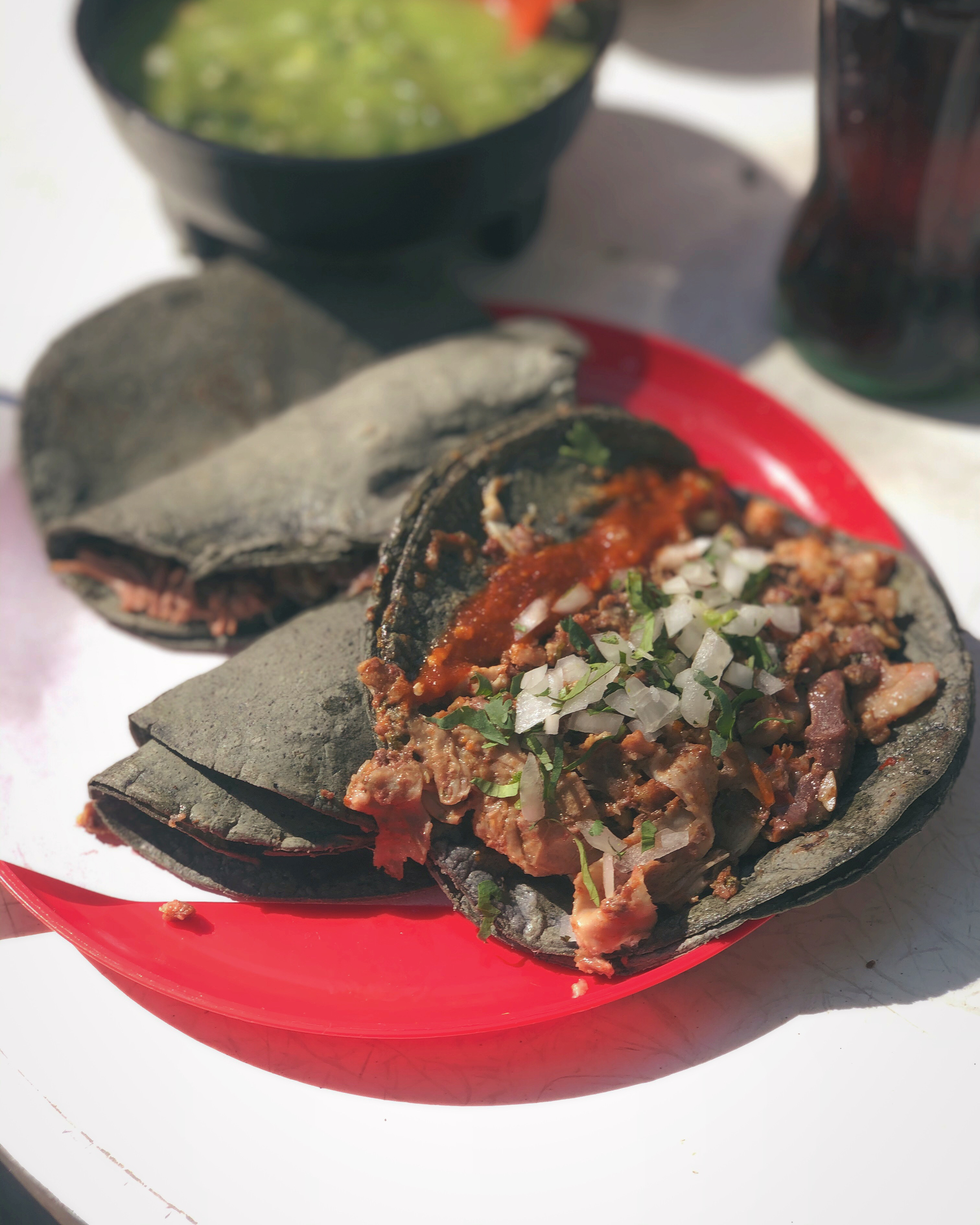
바르바코아 타코
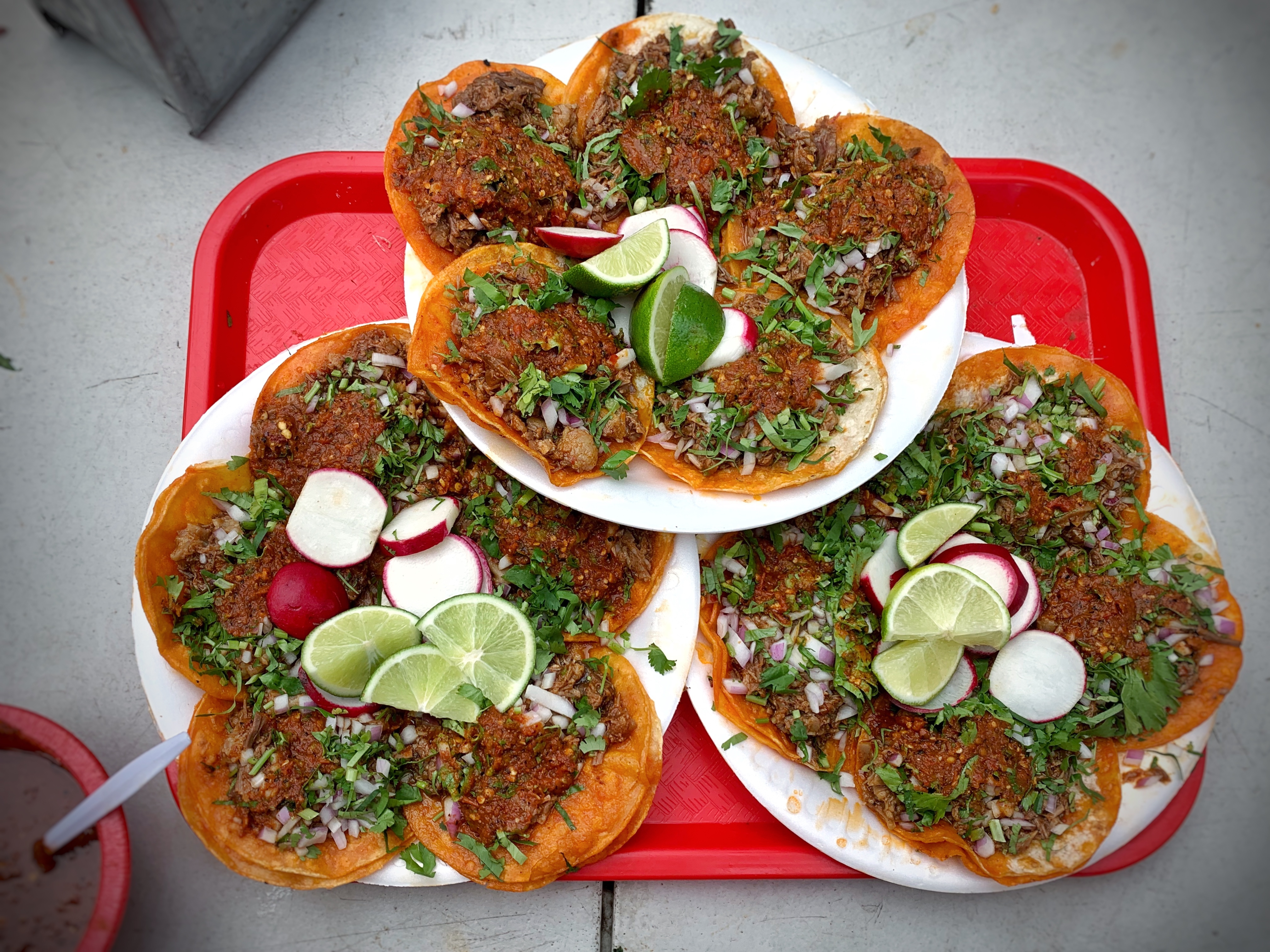
비리아 타코
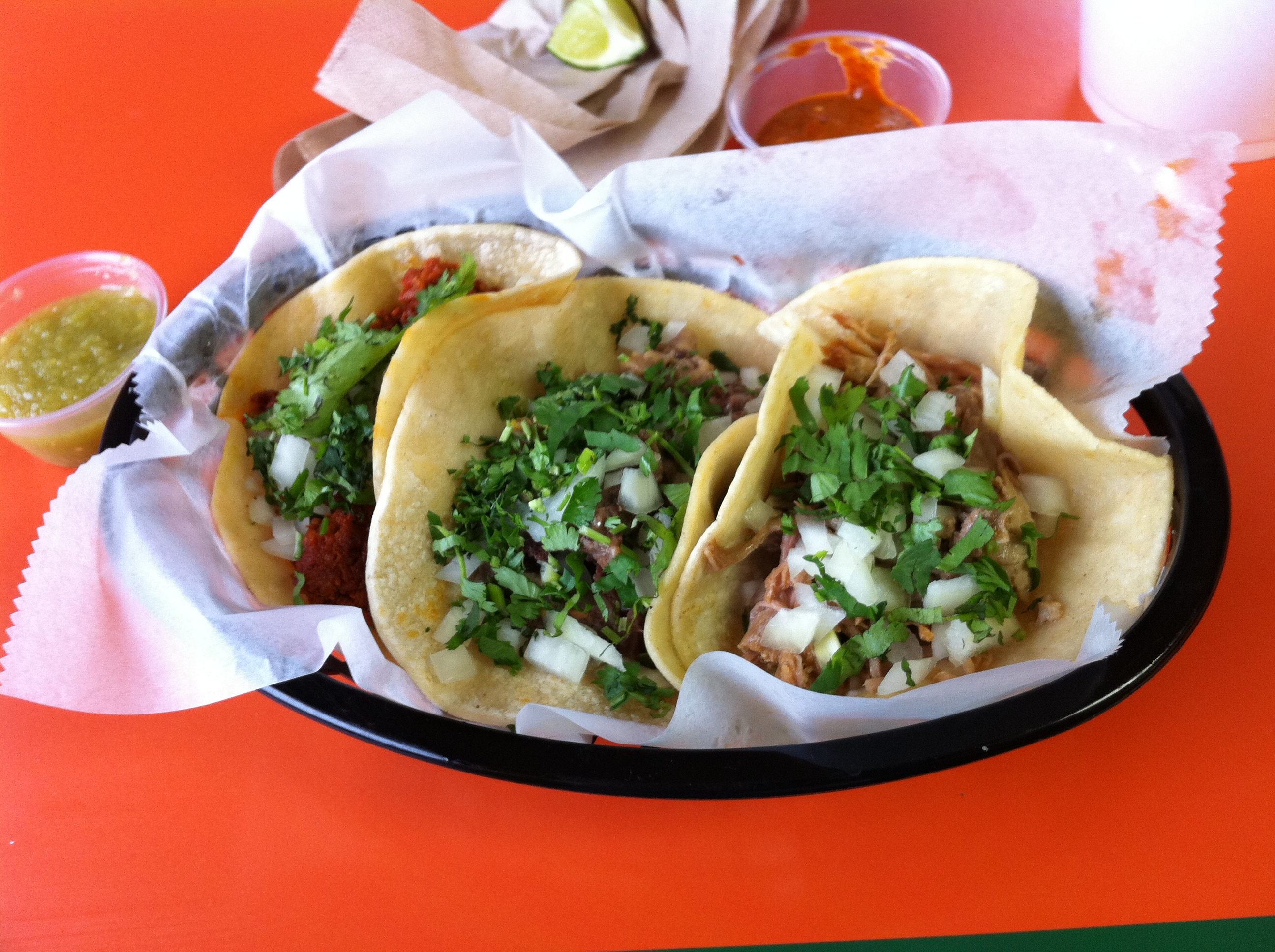
카베사 타코, 카르니타스 타코, 아사다 타코
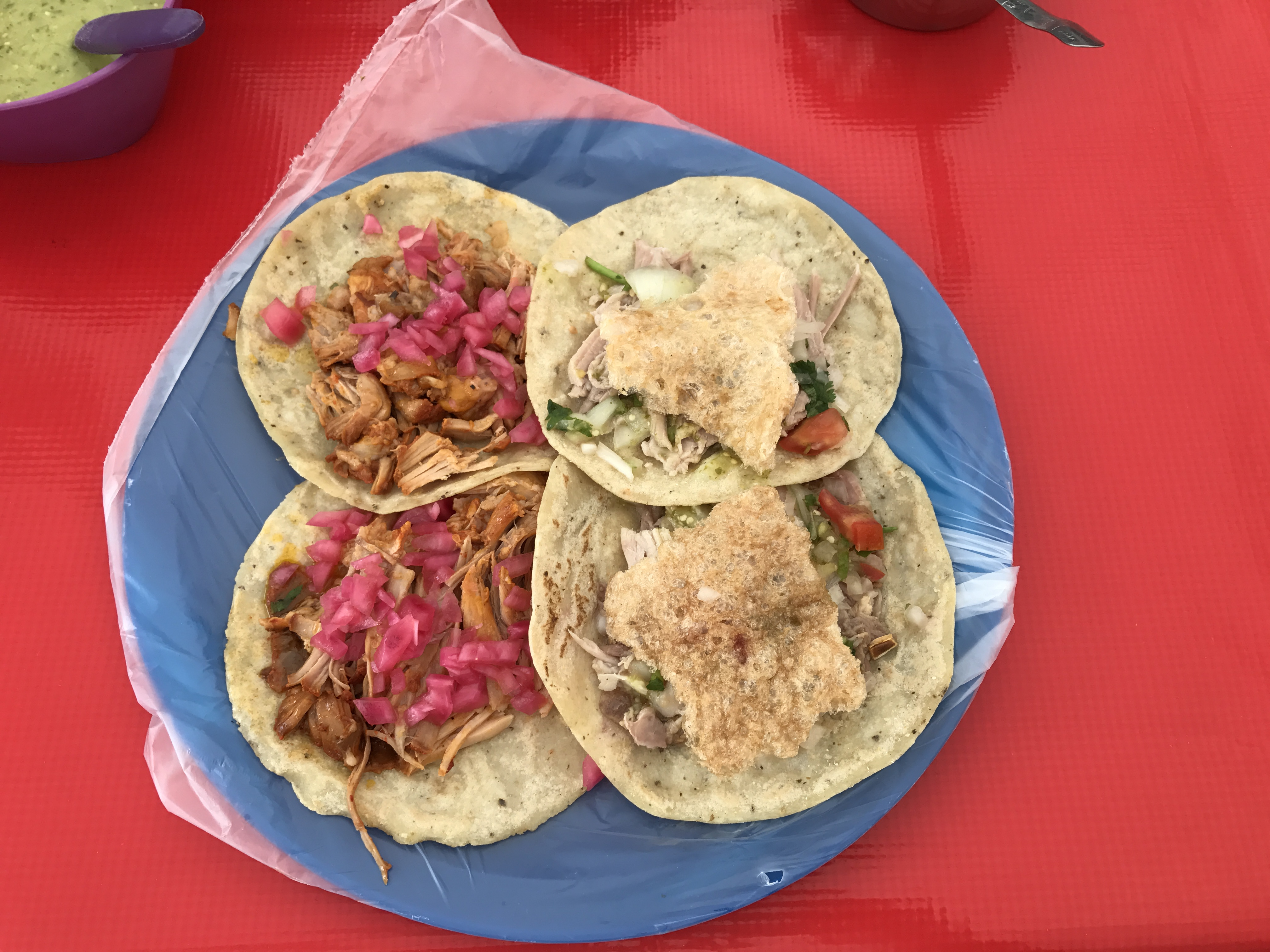
코치니타 타코와 레촌 타코
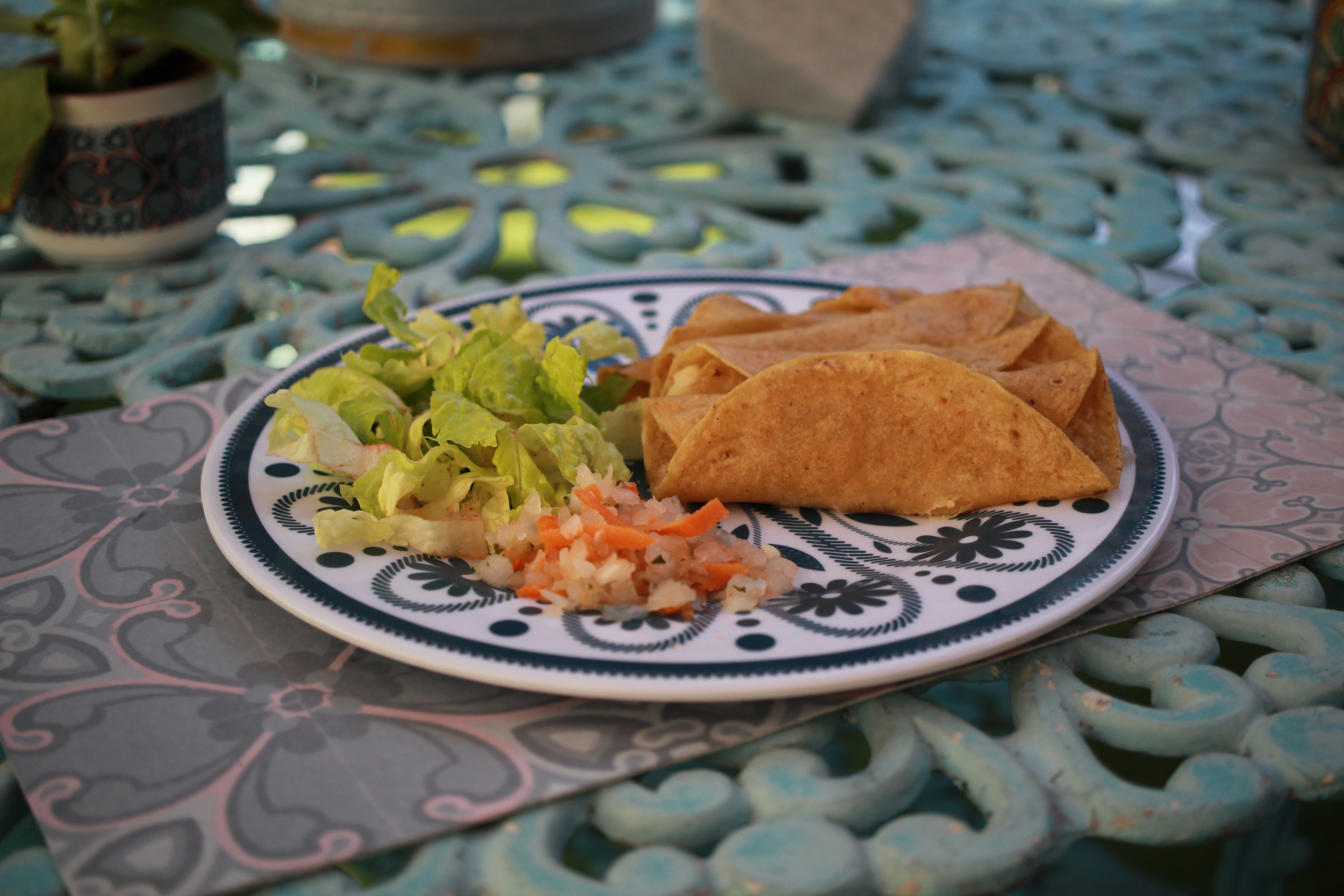
타코 데 카나스타
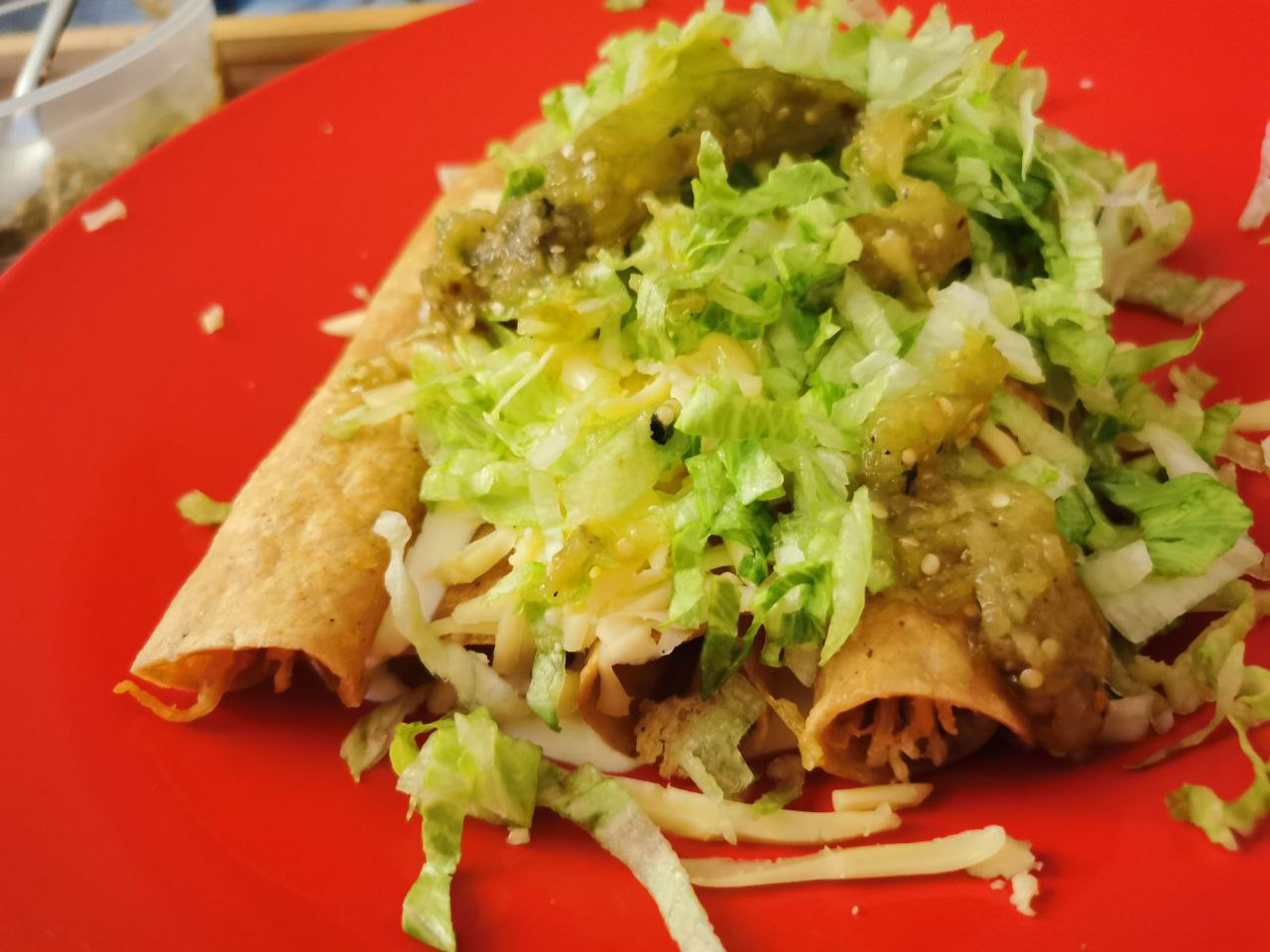
타코 도라도
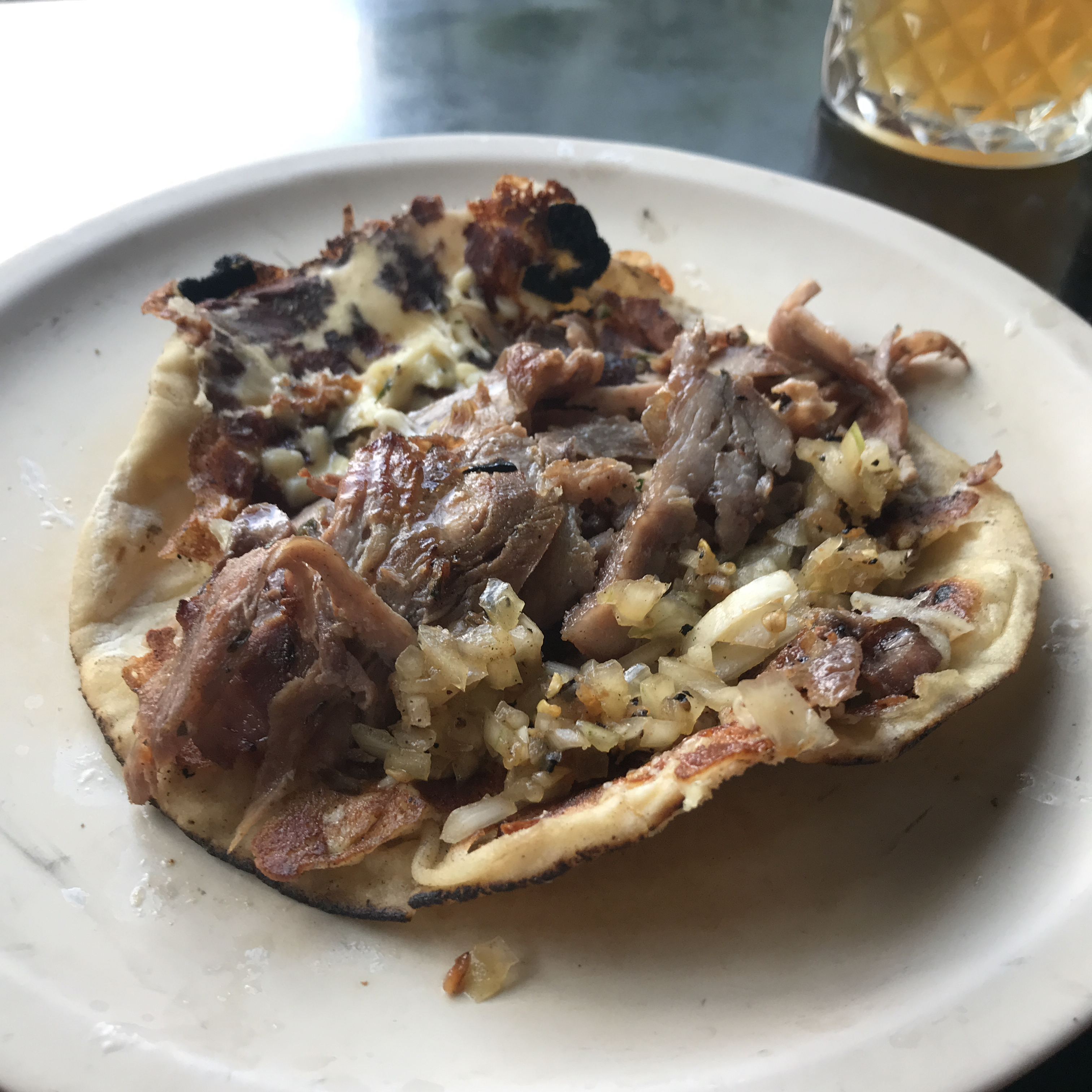
타코 아라베
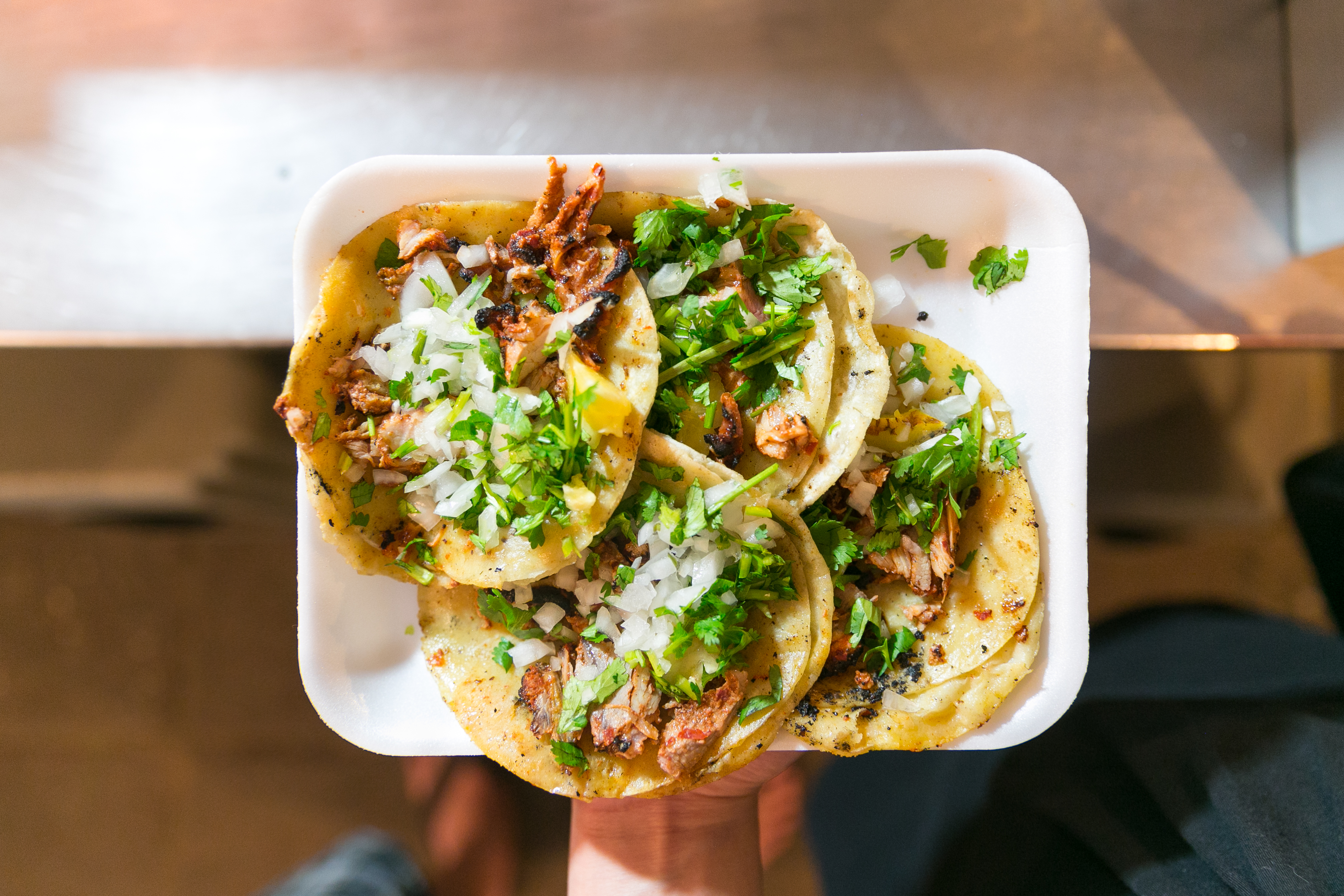
타코 알 파스토르
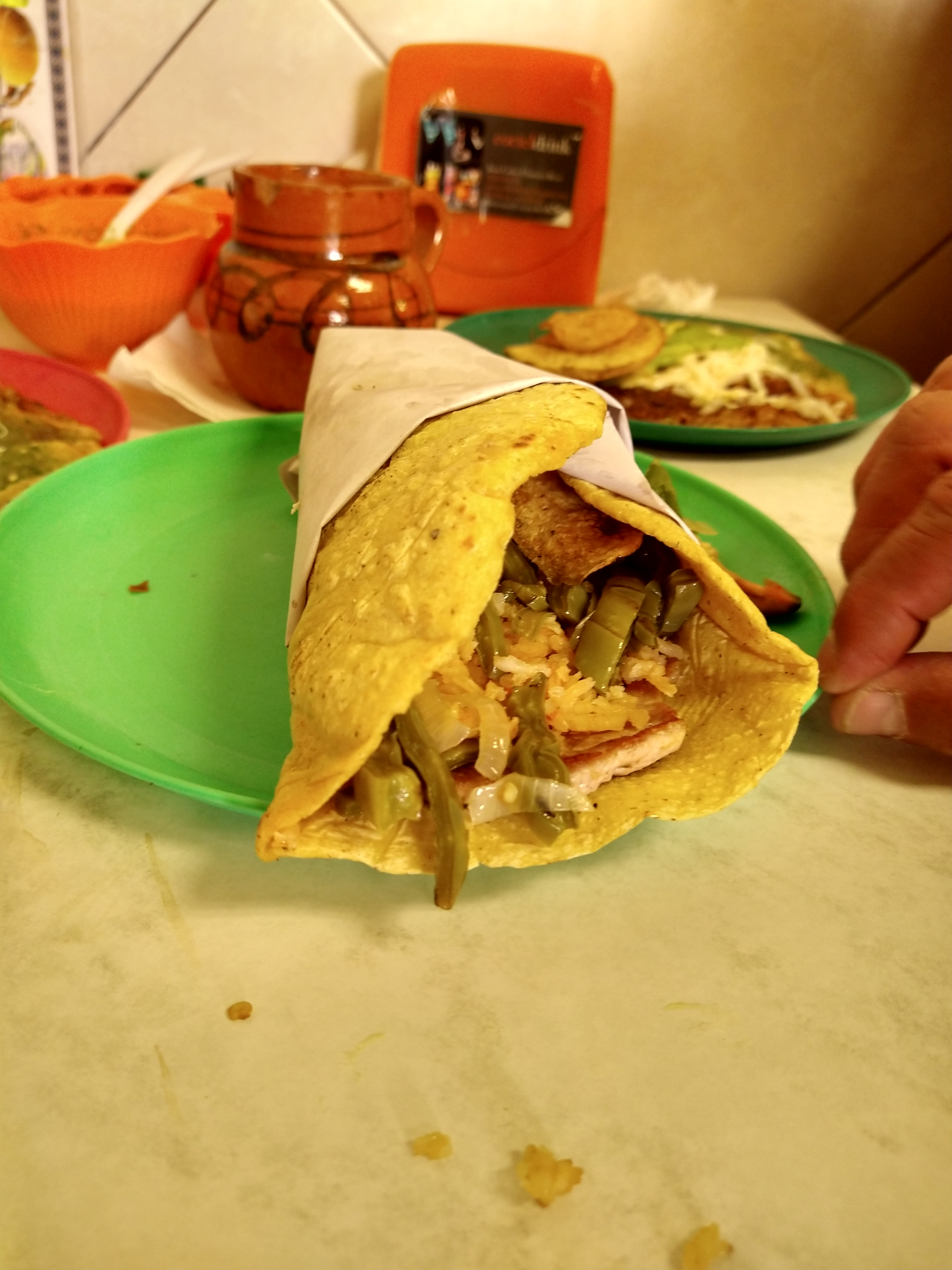
타코 플라세로

### 미국
전통적인 부드러운 타코가 소프트셸 타코(영어: soft-shell taco)라 불리며, 바삭바삭한 하드셸 타코와 구분된다. 텍스멕스식 등 미국에서 만들어진 타코는 멕시코식 타코와 재료와 조리법이 상당히 다르다.
- 브렉퍼스트 타코(breakfast taco): 텍스멕스 타코의 하나이다. 달걀 스크램블 등 미국식 아침 식사에 들어가는 재료를 넣어 만든다.
- 인디언 타코(Indian taco): 토르티야 대신 프라이브레드를 사용해서 만든다.
- 코리언 타코(Korean taco): 불고기, 김치, 고추장 등 한식 재료를 사용해 만든다.
- 퍼피 타코(puffy taco): 옥수수 토르티야를 기름에 튀겨 "부풀게" 만들어 쓴다.

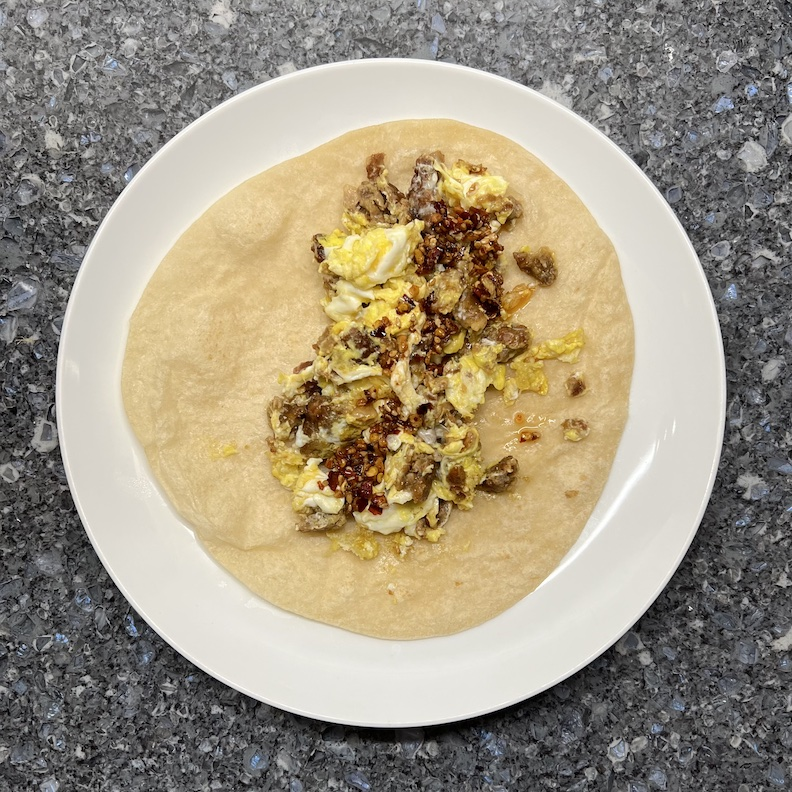
브렉퍼스트 타코
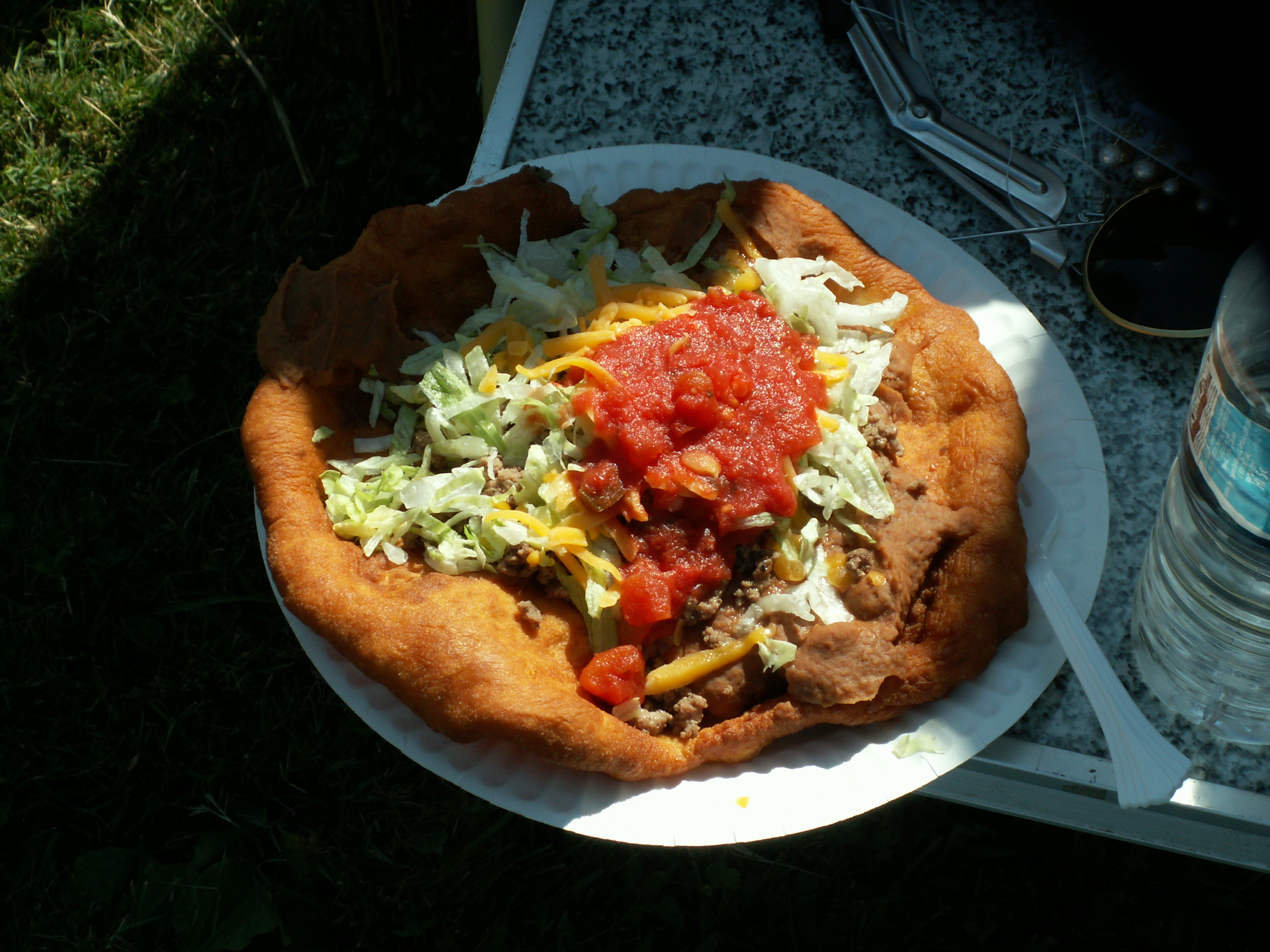
인디언 타코
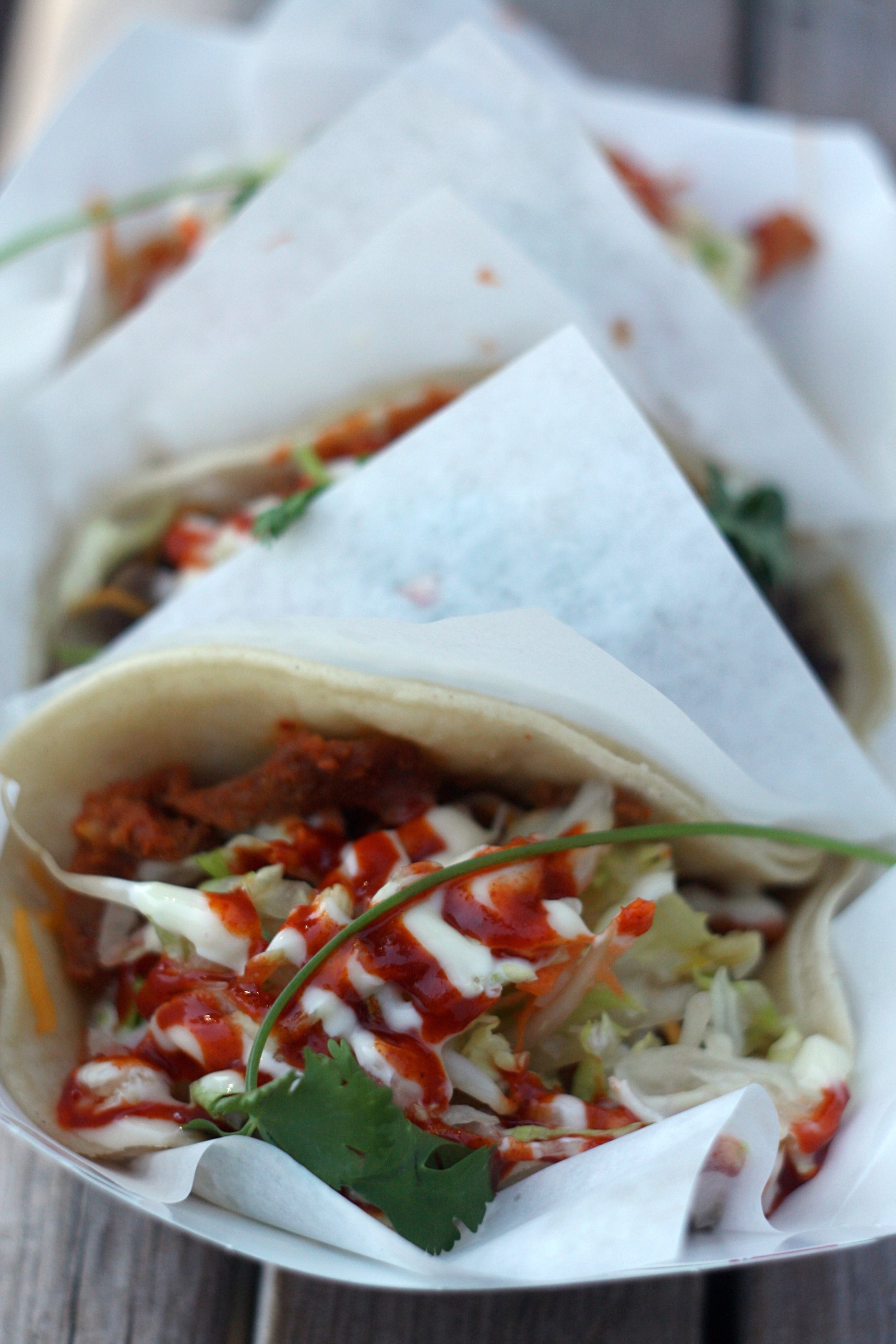
코리언 타코
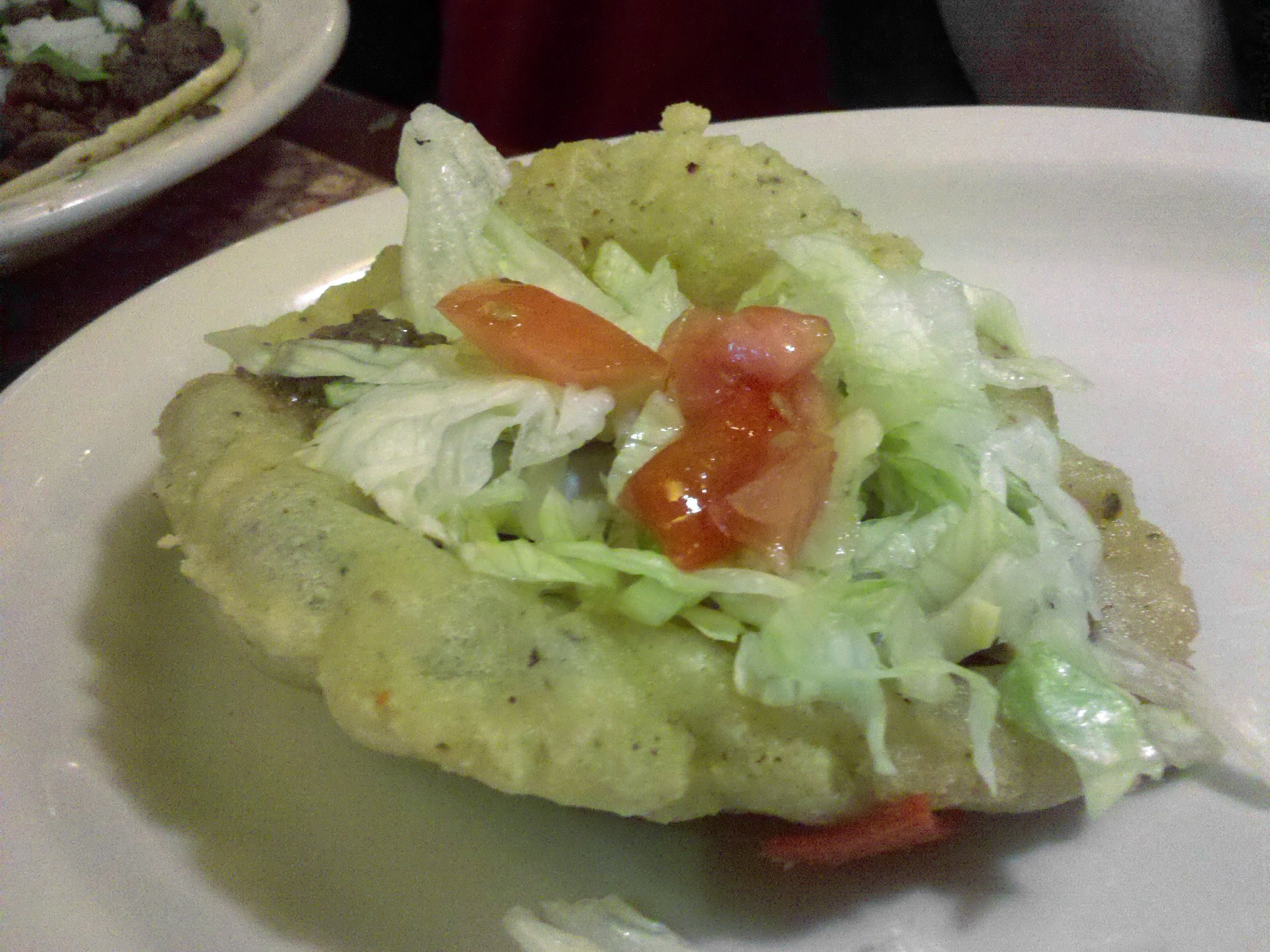
퍼피 타코
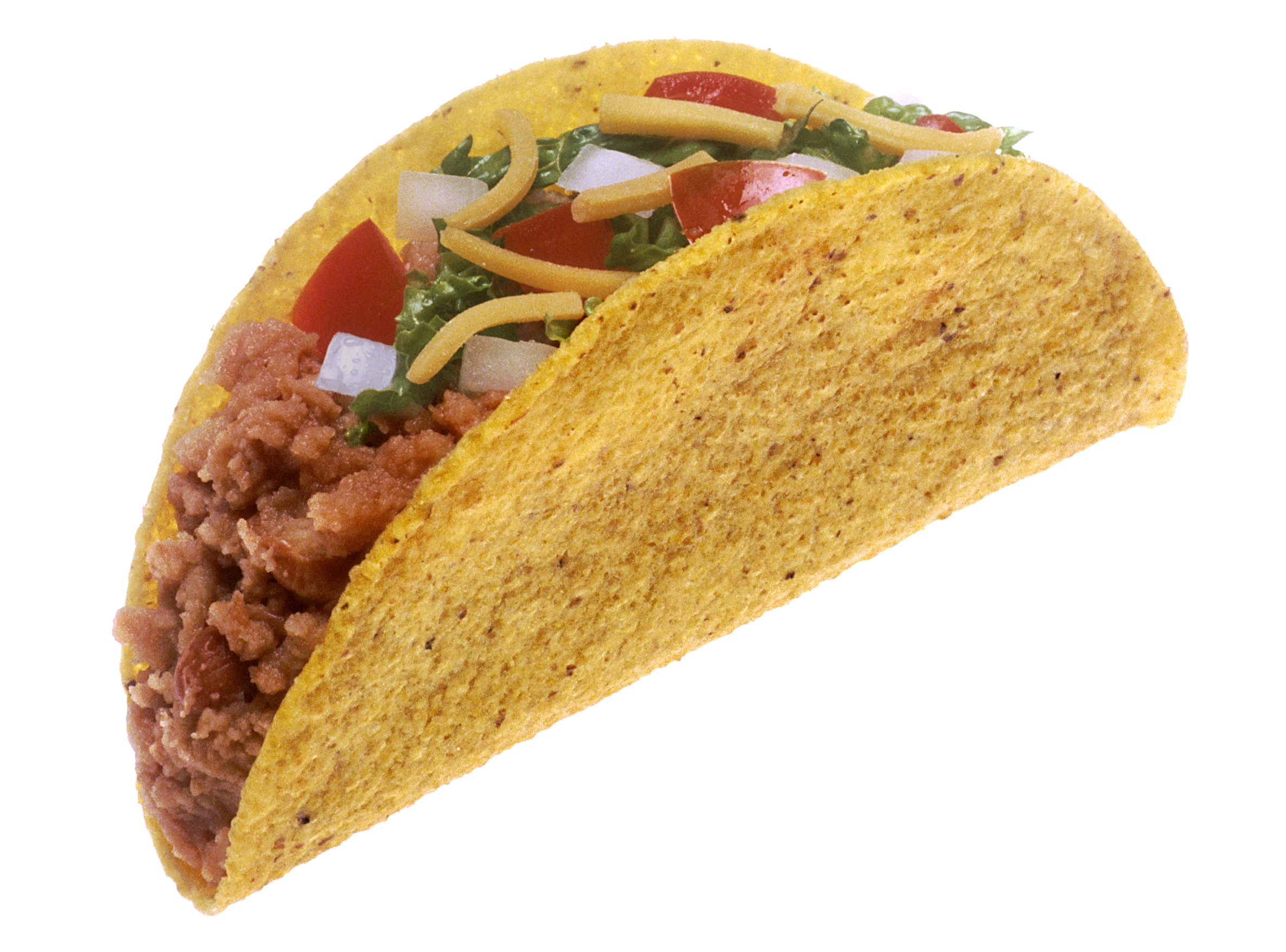
하드셸 타코

### 기타
프랑스에서 "타코(tacos)"라 불리는 음식은 멕시코식 타코와는 완전히 다르다.

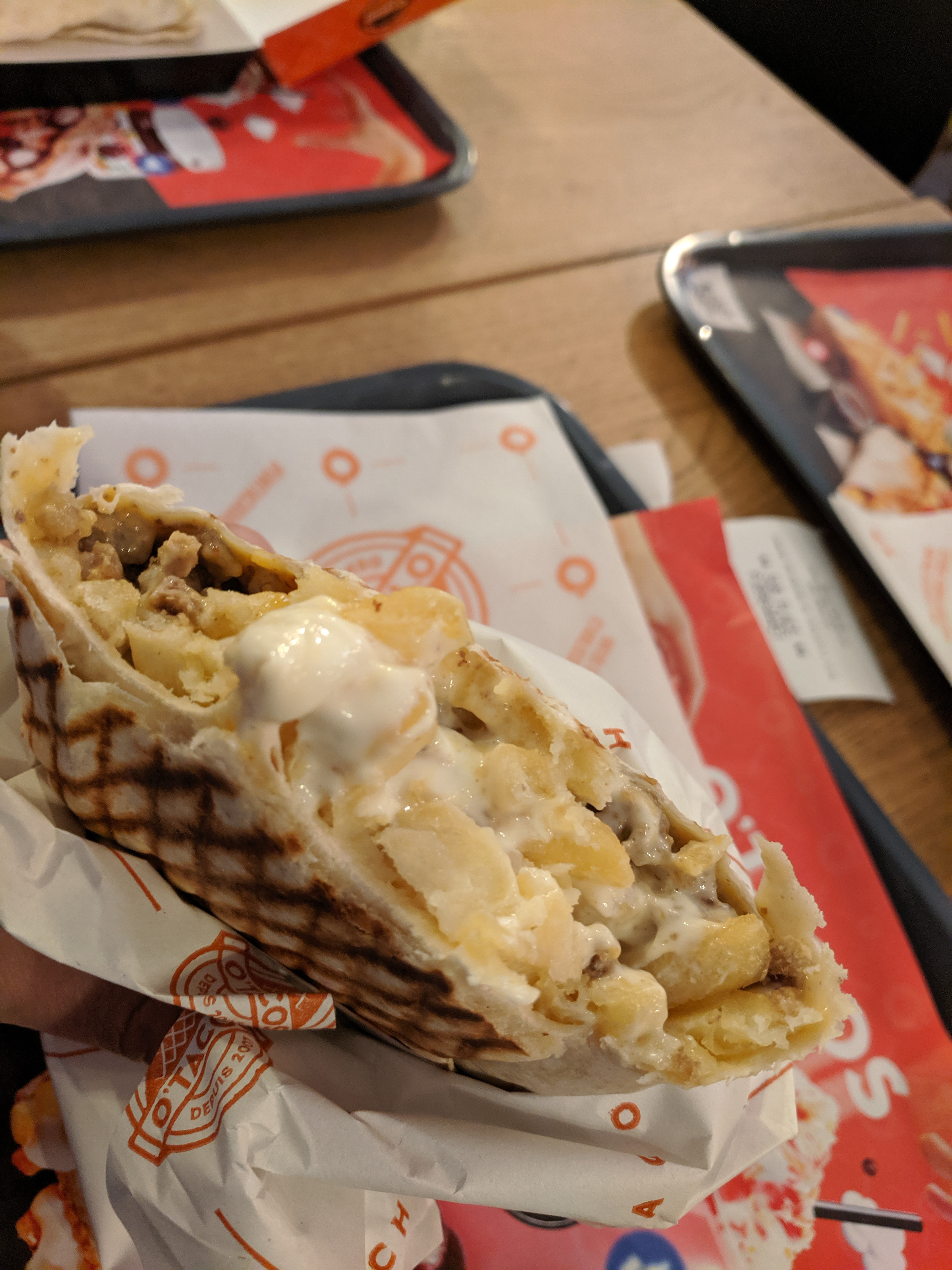
프랑스식 타코

## 문화
멕시코에서는 매년 3월 31일을 "타코의 날(Día del Taco)"로 기념하며, 미국에서는 매년 5월 3을 "전국 타코의 날(National Taco Day)"로 기념해왔으나, 2009년 델타코가 10월 4일을 "전국 타코의 날(National Taco Day)"로 부르는 광고를 한 것을 시작으로 그날에도 기념되고 있다.

## 같이 보기
- 찰루파(짤루파)
- 케사디야
- 토스타다